# То Зе
Анто́ниу Жозе́ Пинье́йру Карва́лью (порт. António José Pinheiro Carvalho; род. 14 января 1993 года в Форжайнше), более известный как То Зе (порт. Tó Zé) — португальский футболист, полузащитник клуба «Витория».

## Клубная карьера
То Зе родился в Форжайнше и начинал свою карьеру в одноимённом футбольном клубе. В сезоне 2006/07 он занимался в школе «Падроенсе», а через год попал в академию «Порту». Но в сезоне 2008/09 То Зе вернулся в «Падроенсе», однако в 2009 году снова перебрался в стан «драконов».
Свой первый сезон на серьёзном уровне он провёл в основном вступая за «Порту B» во второй португальской лиге. 10 февраля 2013 года То Зе дебютировал за «Порту» в матче чемпионата Португалии против «Ольяненсе». 9 ноября 2014 года То Зе забил пенальти в ворота Порту, что вывело «Эшторил-Прая» вперёд 2:1 в матче чемпионата, в конечном итоге домашняя ничья 2:2. Сразу после матча он встретился в туннеле стадиона с сотрудниками «Порту», которые обвинили его в непрофессионализме за то, что он забил пенальти. Покинув «Порту» летом 2015 года, Тозе подписал четырёхлетнее соглашение с клубом «Витория Гимарайнш».
В июне 2019 года, решив, что он не будет продлевать свой истекающий контракт с Виторией, То Зе переходит в Про-Лигу ОАЭ в клуб Аль-Наср". 17 января 2020 года Тозе забил победный гол в финале Кубка Лиги ОАЭ против «Шабаб аль-Ахли Дубай», помог своей команде завоевать второй титул в данном турнире.

## Карьера в сборной
То Зе представлял Португалию на различных юношеских турнирах. В составе молодёжной сборной Португалии до 20 лет он принимал участие на чемпионате мира среди молодёжных команд 2013, где его сборная дошла до 1/8 финала.

## Личная жизнь
В 2011 году То Зе признавался лучшим учеником среди всех средних школ Порту. Он был награждён мэром города Руи Риу. После окончания школы Антониу Нобре То Зе начал обучаться ветеринарному делу в институте Абеля Салазара.